# Water Boyy: The Series
Water Boyy: The Series é uma telenovela tailandesa produzida pela GMMTV e exibida pela GMM 25 entre 9 de abril e 9 de julho de 2017, estrelada por Pirapat Watthanasetsiri, Thitipoom Techaapaikhun, Nawat Phumphothingam, Charada Imraporn, Chatchawit Techarukpong e Sananthachat Thanapatpisal. É baseado no filme de 2015, Water Boyy.

## Enredo
Waii é o membro mais popular e capitão do clube de natação Ocean College. Ele tem um relacionamento difícil com o pai, que também é o técnico da equipe. Apo é o último nadador a se juntar ao clube e ao novo companheiro de quarto de Waii.

## Elenco

### Elenco principal
- Pirapat Watthanasetsiri como Waii
- Thitipoom Techaapaikhun como Apo
- Nawat Phumphothingam como Fah
- Charada Imraporn como Pan
- Chatchawit Techarukpong como Min
- Sananthachat Thanapatpisal como Wan

### Elenco de apoio
- Apichaya Saejung como Namkaeng
- Krittanai Arsalprakit como Sung
- Tanutchai Wijitwongthong como Kluay
- Tytan Teepprasan como Achi
- Dom Hetrakul como Teer
- Jirakit Kuariyakul como Karn
- Phakjira Kanrattanasood como Mai
- Nattapat Sakullerphasuk como George

## Trilha sonora
- Chatchawit Techarukpong - Proong Nee Took Wun (tema de abertura)
- Charada Imraporn - Yoo Trong Nee Laeo Mai Mee Krai Rak (tema de encerramento)
- Phon Nopwichai - Pit Tee Sumkun Tua